# Ectropis illota
Ectropis illota är en fjärilsart som beskrevs av Louis Beethoven Prout 1927. Ectropis illota ingår i släktet Ectropis och familjen mätare. Inga underarter finns listade i Catalogue of Life.